# Calle de Galdo

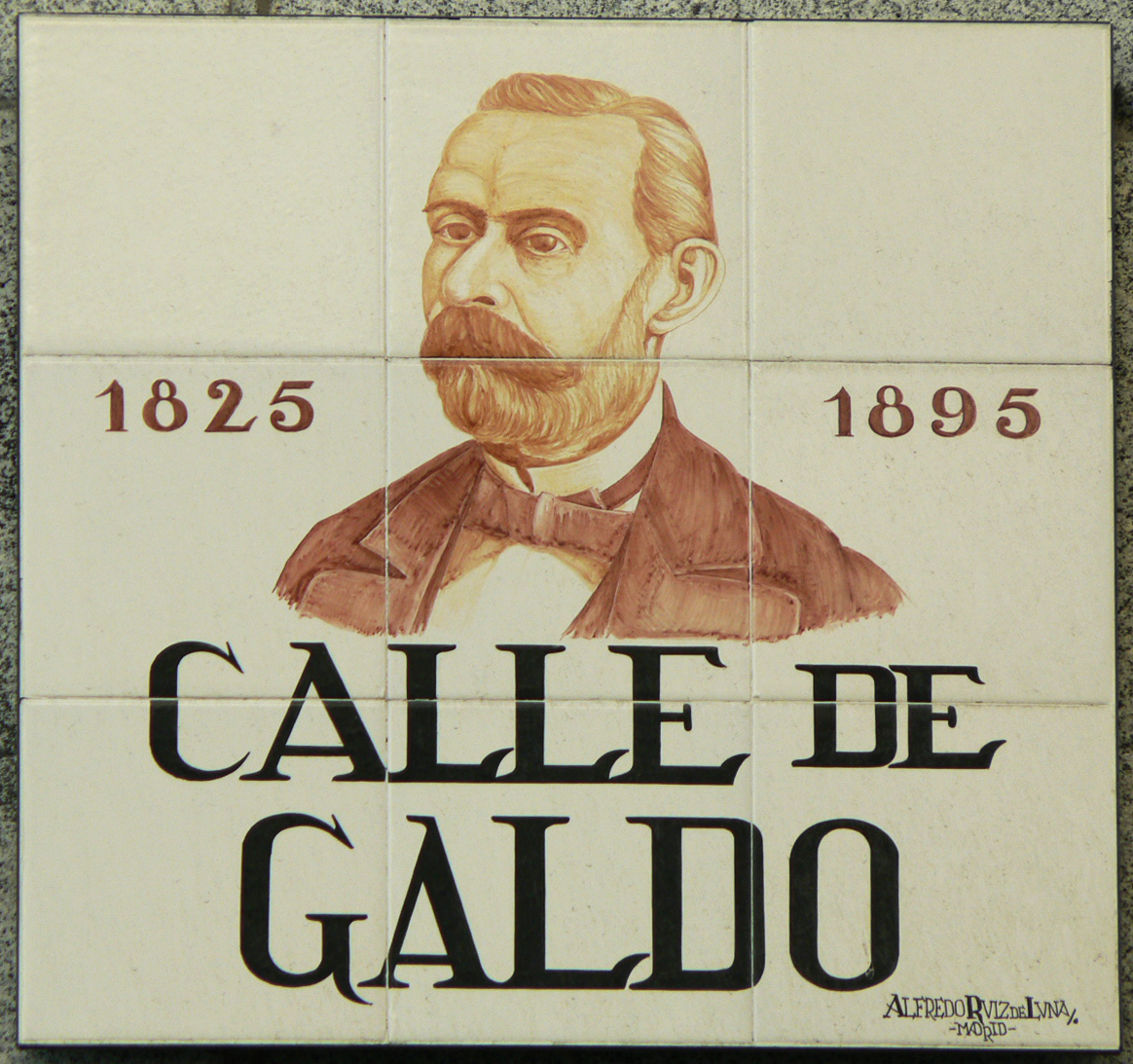
Calle de Galdo (antes calle del Candil), en Madrid. Callejero de azulejos del ceramista Ruiz de Luna.

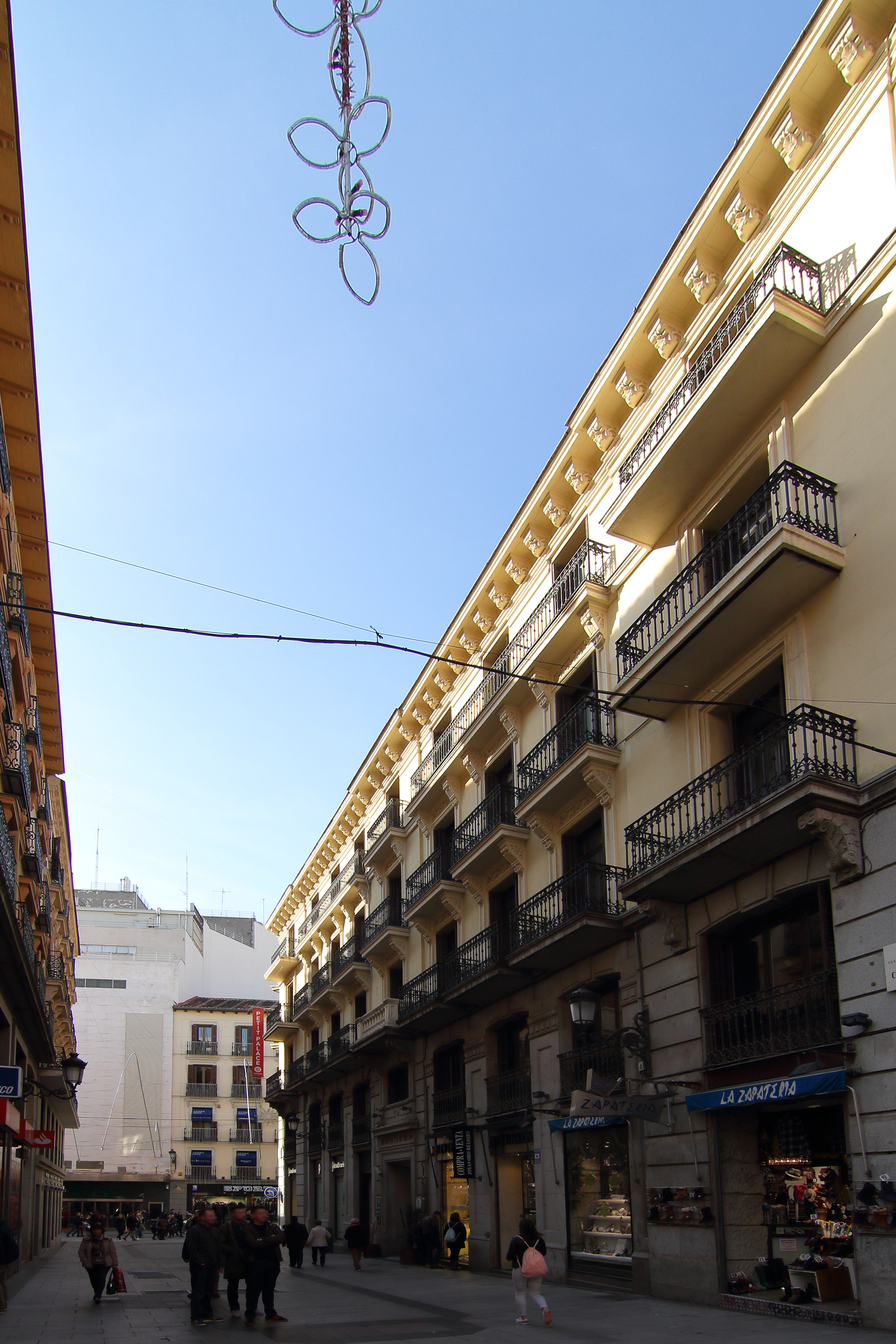
Calle de Galdo, desde calle del Carmen

La Calle de Galdo, llamada en su origen calle del Candil, es una pequeña y céntrica calle del viejo Madrid). Discurre entre las calles Carmen y Preciados y, desde 1901, está dedicada al naturalista Manuel María José de Galdo, alcalde de esta Villa entre 1869 y 1871. Como muchas otras calles del casco viejo madrileño, desde el inicio del siglo XXI, es una vía peatonal.

## Historia

### La calle del Candil
Hasta 1901, el nombre original de esta calle, hacía referencia a una leyenda histórica al parecer ocurrida en esta vía, en el Madrid del siglo XIV. El "poblachón machego" que luego llegaría a ser capital de un imperio con Felipe II, era fiel a Pedro I frente a las aspiraciones de su hermano Enrique de Trastamara, que había puesto cerco a la villa. Hernán Sánchez de Vargas, señor de Cobeña y partidario de Don Pedro, salió a librar batalla; pero siendo los sitiadores superiores en número tuvo que volver grupas y refugiarse en el Alcázar. Entretanto se presentó en el sitio el Trastamara en persona y, tras una exploración del recinto amurallado, vio la posibilidad de entrar en la villa a través del canal de la atarjea, contigua a la casa de una vieja hilandera. Ella le aseguró que la mina llegaba hasta el arroyo del Arenal, pero que siendo un "subterráneo estrecho y tortuoso", sería mejor que ella les guiase a la luz de un candil, pues si encendían antorchas era probable que el resplandor fuese visto por los sitiados. Don Enrique ponderó la astucia de la hilandera y decidió ser el solo quien la acompañara en la exploración.
No llegarían a rendirse los sitiados ni se usó el túnel para entrar en la villa. Pero con la victoria final del Trastamara en el conjunto de la guerra (gracias a la traición y fraticidio de Montiel), Don Enrique premió la ayuda de la hilandera mandando colocar en la puerta de su vivienda un gran candil de plata. Tiempo después, cuando esos terrenos fueron comprados por los hermanos Preciado, la Real Tesorería resolvió que, no teniendo herederos la hilandera, el candil debía pasar al fisco real y así, tras el pleito, el Consejo de la Villa decidió que se fundiese el candil y con su plata se hizo una lámpara para el santuario de la Virgen de Atocha. El cronista Pedro de Répide argumenta que, como ocurre en muchas leyendas religiosas", más parece fantasía "patriarcal" que hecho histórico, y que el "gran candil" que pudo haber en este lugar extramuros es más probable que fuese el anuncio de latón de un artesano candelero.

### El alcalde naturalista
En 1901, la calle del Candil perdió su nombre tradicional en favor de Manuel María José de Galdo López de Neira, madrileño nacido el 16 de enero de 1825. Aplicado naturalista, fue autor del primer 'libro de texto' de Ciencias Naturales escrito en castellano.
Como senador del partido radical opuesto opositor al Gobierno monárquico, Galdo apoyó la enseñanza de las ciencias, la educación de la mujer, la enseñanza primaria pública y gratuita y la creación de bibliotecas públicas. Como alcalde, impulsó la creación de un almacén general para la villa de Madrid (Pósito de Santa Engracia); la institución de la Escuela Moderna de Barceló (o Escuela Modelo de la plaza del Dos de Mayo, junto al antiguo hospicio), y de las Escuelas Aguirre; y diseñó el nomenclátor de las calles del nuevo barrio burgués del marqués de Salamanca.